# 포천 반월성
포천 반월성(抱川 半月城)은 대한민국 경기도 포천시 군내면 구읍리, 청성산에 있는 산성이다. 1998년 2월 20일 대한민국의 사적 제403호 포천반월성지로 지정되었으나, 2011년 7월 28일 포천 반월성으로 문화재 명칭이 변경되었다.

## 개요
포천시 군내면에 있는 산성이 있는 자리로 길이는 1,080m이다. 산성은 후고구려를 세운 궁예가 쌓았다고 전해지나, 조사결과 고구려 때 쌓은 성이라는 사실을 알아냈다. 여러 책에 고성(古城), 산성, 반월산성 등으로 기록하고 있는데 《대동지지》를 통하여 광해군 10년(1618)에 고쳐 쌓고, 인조 1년(1623)부터 사용하지 않았다는 것을 알 수 있다. 그 밖에 《연려실기술》, 《포천군읍지》, 《견성지》에서도 돌로 쌓았다는 기록과 함께 여러 가지 당시 성에 관한 기록을 찾을 수 있다.
현재 성의 옛 자취를 엿볼 수 있는 시설물로는 남쪽과 북쪽의 문터, 성벽 바깥쪽에 사각형 모양으로 덧붙여 만든 치성 4개소, 건물터 6곳, 배수시설이었던 수구터, 장수의 지휘대였던 장대터, 적의 동정을 살피기 위해 세웠던 망대터 등이 있다.

## 현지 안내문
반월산성은 해발 283.5m인 청성산 정상을 중심으로 능선을 따라 축조된 테뫼식 석축 산성이다.
평면 모습이 반달 모양인 이 성의 둘레는 1,080m이며, 고대부터 조선시대까지 포천지역의 주성 역할을 하였다.
성안의 주요 시설은 문지 2곳, 치성 4곳, 장대지 및 망대지 2곳 그리고 건물지와 우물지 등이 조사되었다.
발굴조사 결과 고구려의 남진과 신라의 북진 때 이 성이 이용되었던 것으로 밝혀졌다. 특히 마홀수배공구단이란 글씨가 새겨진 기와조각이 성안에서 발견되어 고구려 때 포천의 지명이 마홀임을 알 수 있다.
전략적으로 요충지대인 이곳을 통일신라시대 때 궁예의 세력이 이용하였다는 이야기가 전하여 온다. 이후 광해군 20년(1618년) 영평에 감영을 두고 이 성을 수축하였으며, 주군을 설치하여 인조 원년(1623년)에 혁파하였다'는 기록이 있어 조선시대까지 이용된 산성이다.
이 성은 지리적인 조건뿐만 아니라, 성곽이 지닌 여러 특징에서 한국 산성의 기능과 성격은 물론 고대사를 규명·복원하는 데 중요하다.

## 참고 자료
- 포천 반월성 - 국가유산청 국가유산포털